# Buzz Aldrin
Buzz Aldrin   (Centre Mèdic Mountainside, 20 de gener de 1930), nascut Edwin Eugene Aldrin, Jr., és un astronauta i pilot estatunidenc que va ser el segon home a trepitjar la Lluna (després de Neil Armstrong) durant la missió Apollo 11, la primera missió tripulada que va aterrar a la Lluna.

## Biografia

### Primers anys
Edwin Aldrin es va graduar a l'escola superior de Montclair (tercer de la seva promoció) i a l'acadèmia militar de West Point, Nova York. Aldrin va ser promogut a tinent segon i va servir com a pilot de caça a les forces aèries nord-americanes durant la Guerra de Corea, en la qual va volar en 66 missions de combat amb un F-86 Sabre. Després d'abandonar Corea, Aldrin va ser instructor d'artilleria aèria a la base Nellis de les forces aèries nord-americanes, i assistent del degà de facultat a l'acadèmia de les forces aèries dels Estats Units. Després d'aquest destí, Aldrin va volar amb un F-100 Super Sabres com a comandant de vol a Bitburg, Alemanya.

### Carrera militar
Aldrin va deixar el servei militar per anar a l'Institut de Massachusetts de Tecnologia (Massachusetts Institute of Technology, MIT) a Cambridge (Massachusetts) on va aconseguir un doctorat en astronàutica. La seva tesina doctoral fou "guiatge per a aproximacions orbitals tripulades". Després de deixar el MIT, va tornar a les forces aèries, va ser destinat a l'oficina d'objectius Gemini de la divisió de sistemes espacials de les forces aèries, a Los Angeles, Califòrnia, i després a l'escola de pilots de proves de les forces aèries a la base Edwards (Califòrnia). El març de 1972, Aldrin es va retirar del servei actiu després de 21 anys.

### Carrera com a astronauta

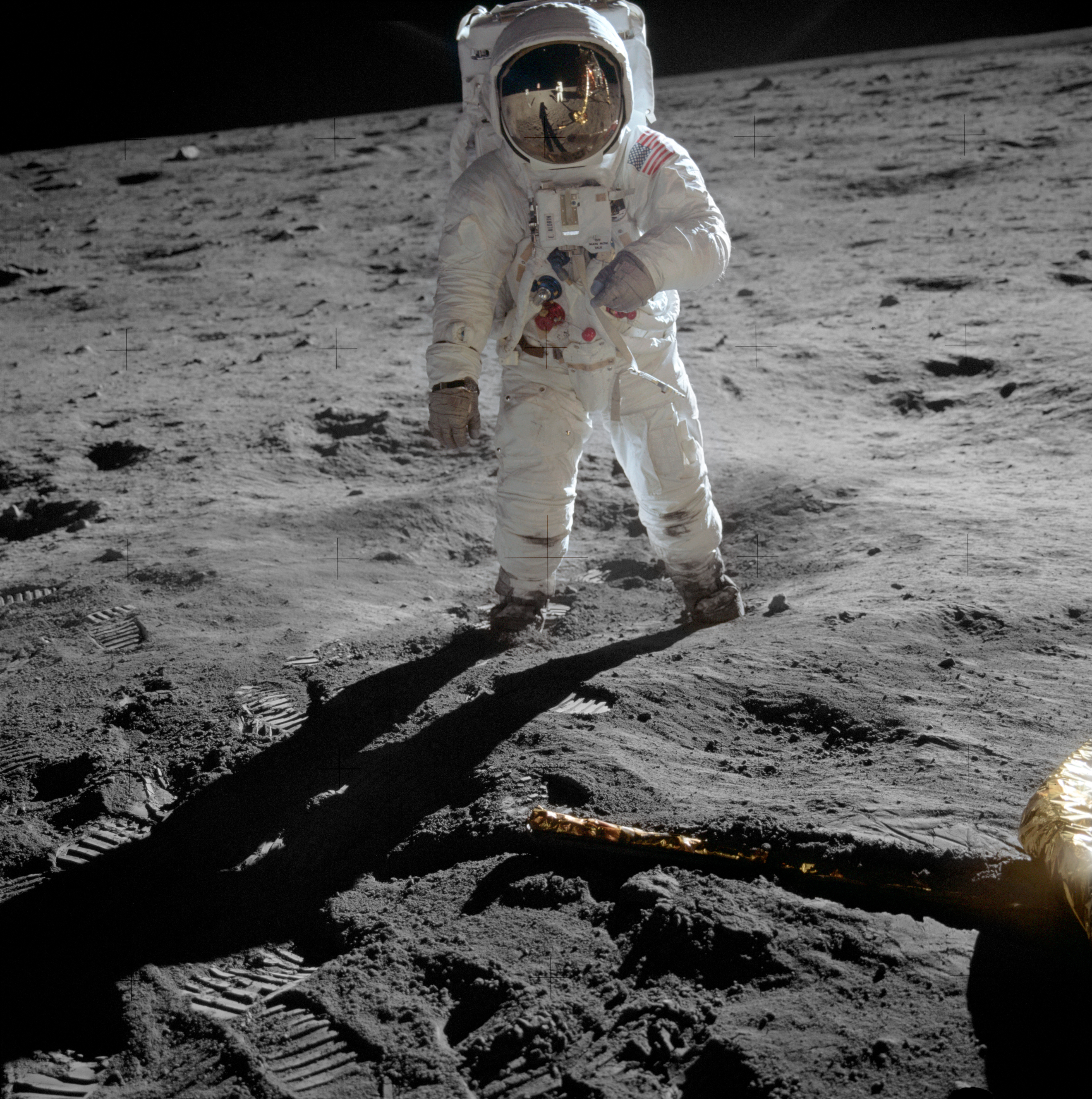
Caminada lunar durant la missió Apollo 11

Aldrin va ser seleccionat com a part del tercer grup d'astronautes de la NASA l'octubre de 1963. Les seves maneres serioses i intel·lectuals el van fer molt valuós pel disseny de les missions Gemini, però no va estar mai a la llista de tripulants. La mort de la tripulació principal de la Gemini 9 va promocionar Aldrin com a tripulant de reemplaçament. La principal missió de la Gemini 9 fou l'aproximació i acoblament de la càpsula amb un vehicle objectiu, però en fallar aquest últim Aldrin va improvisar una eficaç maniobra per aproximar-se a unes coordenades determinades de l'òrbita terrestre. Va ser llavors confirmat com a pilot en la Gemini 12, l'última missió Gemini i l'última possibilitat de testejar les activitats extra-vehiculars o EVA (popularment conegudes com a "caminades espacials"). Aldrin va utilitzar tècniques revolucionàries durant els exercicis d'entrenament per a la missió. Aquestes, encara són utilitzades avui en dia. Va marcar un rècord en activitats extra-vehiculars i va provar la viabilitat del treball dels astronautes fora de les càpsules.
Aldrin tenia molta més projecció pública que Neil Armstrong, i es diu que originalment fou ell el que havia de baixar primer a la superfície de la Lluna. Aldrin també és conegut pel seu vessant místic, essent francmaçó, i rebent, fins i tot, la comunió a la superfície lunar.

### Jubilació
Després de deixar el servei actiu, Aldrin va retornar a les forces aèries en un càrrec administratiu, però per sobre la seva carrera planejaven els seus problemes personals. En la seva autobiografia "Retorn a la Terra", Aldrin relata els seus problemes amb l'alcoholisme i la depressió després de deixar la NASA. Aldrin va continuar promovent l'exploració espacial i va produir fins i tot el joc d'ordinador "Buzz Aldrin's Race into Space" del 1992.

## Trivialitats
- Aldrin col·laborà amb l'escriptor de ciència-ficció John Barnes en els llibres "Encounter With Tiber" i "The Return".
- El 2002, el president dels Estats Units, George W. Bush va assignar Buzz Aldrin a la comissió presidencial del futur de la indústria aeroespacial dels Estats Units.
- Un petit cràter a la Lluna, prop del lloc d'aterratge de l'Apollo 11 porta el seu nom en honor seu.
- Aldrin té una estrella al famós Passeig de la Fama a Hollywood.
- Ha col·laborat en diverses sèries de televisió, incloent "Els Simpson" i "Ali G".
- Actualment col·labora a la Taula de Governadors de la Societat Nacional de l'Espai, que també va presidir.
- El 1988 Aldrin va canviar legalment el seu nom pel de "Buzz".